# Microlytogaster extera
Microlytogaster extera är en tvåvingeart som först beskrevs av Cresson 1924.  Microlytogaster extera ingår i släktet Microlytogaster och familjen vattenflugor. Inga underarter finns listade i Catalogue of Life.